# Wolphaartsdijk

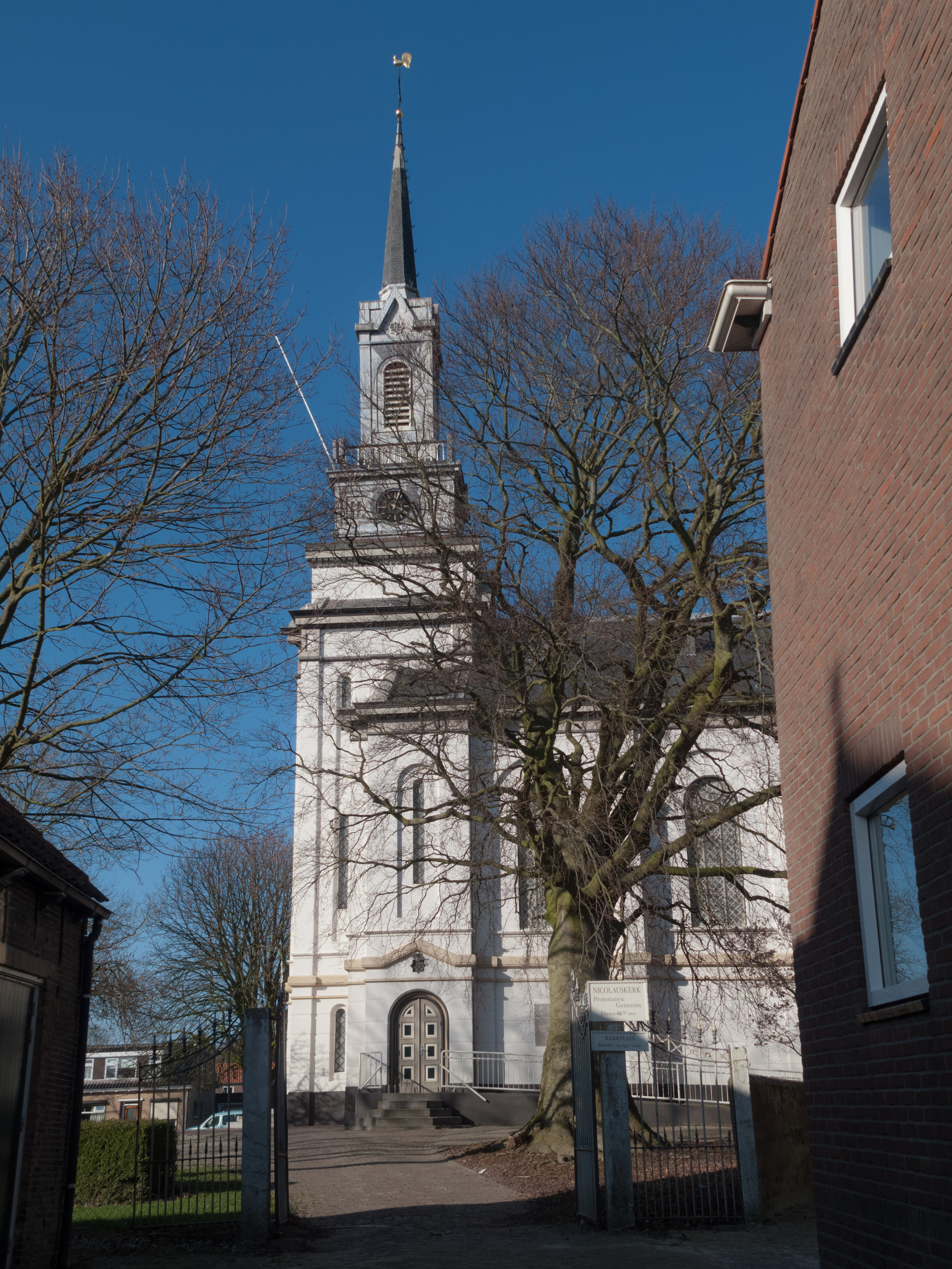
Wolphaartsdijk, église: de Oost of Nicolauskerk

Wolphaartsdijk est un village de la commune de Goes, dans la province néerlandaise de Zélande. Il se trouve non loin du hameau Oud-Sabbinge. Le village comptait 2 190 habitants en 2004. Le village s'appelait initialement Oostkerke, puis a été rebaptisé du nom de l'ancienne île sur laquelle il se trouve.

## Le moulinDe Hoop

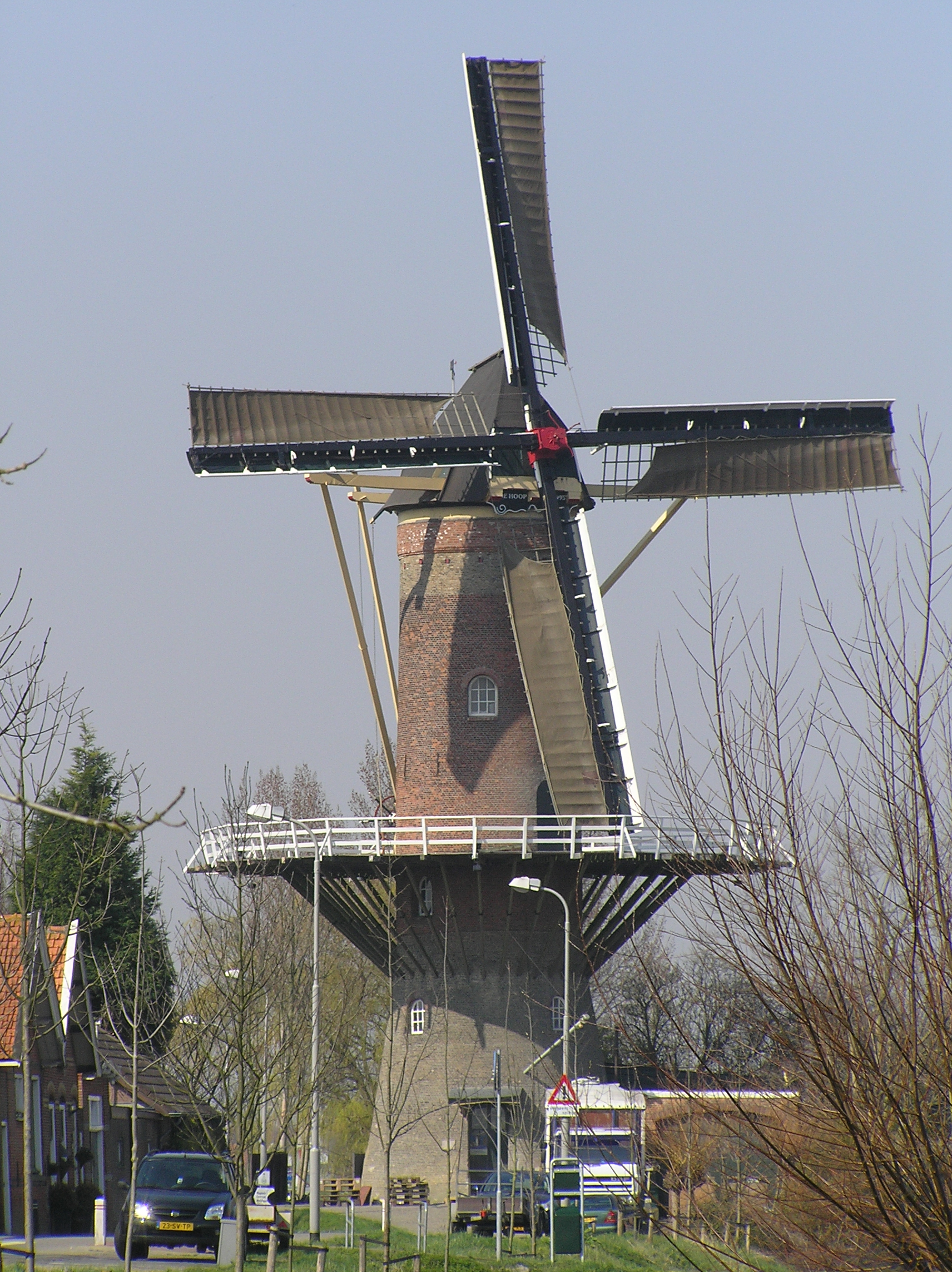
Le moulin De Hoop

Le moulin De Hoop est un moulin à blé situé sur la Molendijk, à la périphérie de Wolphaartsdijk. C'est un moulin à galerie rond, en brique, le toit couvert de toile goudronnée et ayant une envergure de 22 mètres. Il date de 1808. C'est un moulin caractéristique situé sur une digue.
À l'époque de sa construction, c'était un moulin de type grondzeiler : les ailes pouvaient être atteintes depuis le sol. Après un conflit au sujet des droits de vent et l'abattage des arbres d'un bois, le propriétaire d'alors a rehaussé en 1894 le moulin de 10,5 mètre, le transformant en moulin à galerie. À la suite d'un incendie en 1993, le toit a été refait et la tour a été à nouveau rehaussée de 70 cm. Ces interventions donnent au De Hoop son apparence unique.

## Sources
- (nl) Cet article est partiellement ou en totalité issu de l’article de Wikipédia en néerlandais intitulé « De Hoop (Wolphaartsdijk) » (voir la liste des auteurs).